# ボックスコーポレーション
株式会社ボックスコーポレーション（BOX CORPORATION）は、日本の芸能プロダクションである。

## 概要
モデルプロダクションとして出発。石田ひかり・石田ゆり子姉妹のスカウト以降、芸能プロダクション化していった。中山美穂・山口智子・石田ゆり子などの水着キャンペーンガールを送り出し、一色紗英・田中律子・小沢真珠・相武紗季・遊井亮子・中山エミリ・上野なつひ・坂下千里子なども輩出。かつては、the FIELD OF VIEW以外の所属者は全て女性だったが、2005年秋頃から男性タレントも所属するようになる。
タレント獲得はスカウトが中心で、社員全員が担当している。スカウトにまつわる話としては以下のようなものがある。
- 石田ゆり子・ひかり姉妹は同じスタッフに別の場所でスカウトされた[1]。
- 田中律子は、娘と一緒に渋谷に買い物に行ったところ、娘がボックスコーポレーションのスタッフからスカウトを受けた[2]。
- 佐藤麗奈は、原宿・竹下通りで社長から直接スカウトされた[3]。

## 所属タレント

### 女性タレント
- 逢沢りな
- アイビー愛美
- 相武紗季
- 浅蔵るか
- 浅野杏奈（元マジカル・パンチライン）
- 安藤実桜
- 池田朱那
- 井桁弘恵
- 石井心咲
- 石井萌々果
- 一色紗英
- 磯原杏華（元SKE48）
- 今西彩道
- 宇佐美空来（マジカル・パンチライン）
- 絵森彩（旧名：依田彩花、元ハコイリ♡ムスメ）
- 英玲奈（中山エミリの実妹）
- 大迫莉榎
- 大原実咲季
- 沖口優奈（マジカル・パンチライン）
- 小沢真珠
- 笠本ユキ
- 鎌田らい樹
- 上木彩矢（旧名：久里夢）
- 木月あかり
- 小出彩加
- 小寺結花
- 駒井蓮
- 小宮有紗
- 小山璃奈（元マジカル・パンチライン）
- 咲田まい
- 坂下千里子
- 沢井美優
- 清水香帆
- 鷲見奏怜
- 瀬戸璃子
- 千田麻実
- 團遥香
- 恒吉梨絵
- 手塚真生
- 戸羽望実（元ハコイリ♡ムスメ）
- 中尾百合音
- 中島真白
- 永田凛
- 中山エミリ
- 成田愛純
- 橋本羽仁衣
- 華村あすか
- 堀江美咲
- 本間愛波
- 本間里彩
- 間島和奏（元ラストアイドル）
- 益田珠希（マジカル・パンチライン）
- 松田リマ
- 真利咲
- 道下きりな
- 南琴奈
- モトーラ世理奈
- 森湖己波
- 山田瑠々
- 山本花奈（マジカル・パンチライン、元ハコイリ♡ムスメ）
- 遊井亮子
- 吉澤悠華（マジカル・パンチライン）
- 吉村文香

### 男性タレント
- 石橋和磨
- 川郷司駿平
- 佐藤たかみち
- 鈴木亮介
- 関口アナン
- 戸塚純貴
- ペレ竜大
- 森田桐矢

## 過去の所属タレント
- 石田ゆり子（風鈴舎に移籍）
- 石田ひかり（風鈴舎→テンカラット）
- 貴島サリオ
- シューベルト綾
- 中山美穂（ビッグアップルに移籍）
- 遠藤康子（ヒラタオフィスに移籍）
- 松本ゆりあ
- 山口智子（研音に移籍）
- 品田ゆい
- 小林優美（プラチカを経てバーニングプロダクションに移籍→宇野優美に改名の後小林優美に戻している）
- the FIELD OF VIEW（解散）
- 織田菜月
- 小町桃子
- 石川佳奈（フロムミュージックに移籍）
- 市川美織（NMB48/スターダストプロモーションより移籍。AKSを経て、プロダクション尾木へ移籍。）
- 高以亜希子（仙台SOSモデルエージェンシーに移籍）
- 高岡亜衣
- 喜多陽子（プラチナムプロダクションに移籍）
- 岡田薫
- 真知りさ
- 加藤慶祐
- 比佐一平
- 坂口りょう
- 伴恵里香
- 気谷ゆみか
- 吉川まりあ
- 長野せりな（元アイドリング!!!13号）
- 伊藤祐奈（元アイドリング!!!23号）
- 内山珠希（元ハコイリ♡ムスメ）
- 宮本優花
- 伊藤れいこ
- 佐倉星
- 菅沼もにか（元ハコイリ♡ムスメ）
- 遠藤舞（元ポップシンガー、元アイドリング!!!3号）
- 石田佳蓮（元アイドリング!!!28号）
- 南羽翔平
- 伊藤花菜（元SDN481期生）
- 阿部かれん（元ハコイリ♡ムスメ）
- 柳喬之
- 田中律子
- 門前亜里（元ハコイリ♡ムスメ）
- 小松もか（元ハコイリ♡ムスメ）
- 遠藤新菜
- 鉄戸美桜（元ハコイリ♡ムスメ）
- 星里奈（元ハコイリ♡ムスメ）
- 寺島和花（元ハコイリ♡ムスメ）
- 外岡えりか（元アイドリング!!!6号）
- 佐藤麗奈（元アイドリング!!!34号、元マジカル・パンチライン）
- 五十嵐健人
- ダレアレ悟
- 才川コージ
- 熊坂瑠家
- 小松直樹
- 上野なつひ
- 秋月三佳
- 松本ふみか
- 想乃
- 澤真希
- 清水ひまわり（元マジカル・パンチライン）
- 三好杏依
- 我妻桃実（元ハコイリ♡ムスメ）
- ハコイリ♡ムスメ
- 井上正大
- 安藤瑠一
- 佐藤尚之
- 能井拓海
- 藤原隆介
- 守屋光治
- 青木花
- 井上姫月（元ハコイリ♡ムスメ）
- 岡島楓
- 尾形璃子
- 柿本朱里
- 神岡実希（元ハコイリ♡ムスメ）
- 木下愛華
- 黒川彩奈
- 五島月
- 小柳まいか
- 佐久間采那
- 塩野虹（元ハコイリ♡ムスメ）
- 鈴木楓恋（アイドルING!!!）
- 田中周
- 西島光希
- 町田恵里那
- 宮本留佳
- 吉田圭織
- 吉田万葉（元ハコイリ♡ムスメ）
- 咲本優愛
- 宇田川かをり
- 吉田優良里（元マジカル・パンチライン
- 北向珠夕
- 簡秀吉

## 関連会社
- 株式会社ビーヘッズ